# Perfect Dark
Pour les articles homonymes, voir Perfect Dark (homonymie).
Perfect Dark est une série de jeux vidéo se déroulant dans un univers de science-fiction dystopique, créée par Rare, et dont la licence appartient à Microsoft Studios. La série se déroule dans les années 2020 et suit les aventures de l'agent Joanna Dark, nom de code « Perfect Dark », employée par l'Institut Carrington, et qui mettra au jour de nombreux complots impliquant la compagnie rivale dataDyne. La franchise débuta en 2000 avec le jeu de tir à la première personne Perfect Dark, sorti sur Nintendo 64 et qui a reçu un accueil très positif de la critique et des joueurs, ce qui a permis le développement de la franchise. À la suite de l'acquisition de Rare par Microsoft en 2002, le développement des jeux suivants de la série fut transféré sur les consoles de Microsoft.
En plus des jeux vidéo, la série a aussi fait son apparition dans d'autres médias, sous la forme de romans et de comics, notamment. Cela a eu pour effet de développer considérablement l'univers fictif de la série. Celle-ci a en outre connu un succès tant critique que commercial : le chiffre des ventes mondiales de l'ensemble des jeux Perfect Dark s'élève à quatre millions d'unités écoulées.

## Univers
La série Perfect Dark se déroule dans les années 2020 et se concentre sur les activités de puissantes organisations qui se livrent une guerre en secret pour asseoir leur suprématie. Les plus importantes de ces organisations sont l'Institut Carrington et dataDyne. L'Institut Carrington est un centre de recherche et développement fondé par Daniel Carrington, et dataDyne est une entreprise active dans l'industrie de l'armement, fondée par le chinois Zhang Li, et qui a aussi des activités dans d'autres domaines de production comme l'industrie pharmaceutique et la fabrication de matériel de transport. Plusieurs millénaires avant le début de ces évènements, les Maians, une forme de vie extra-terrestre avancée, découvrit l'existence de la vie sur Terre et d'un grand potentiel, mais décida de laisser la race humaine se développer sans interférer avec elle. Une autre forme de vie, les Skedars, du genre belliqueux, rencontrèrent les Maians, et une guerre entre les deux espèces s'ensuivit peu après. En 1985, Daniel Carrington découvrit les Maians et entra en contact avec ceux-ci, et un intérêt mutuel commença progressivement à se développer entre eux.
Le mode campagne de la série se focalise sur le personnage de Joanna Dark, un agent aux capacités exceptionnelles mais inexpérimentée de l'Institut Carrington dont les résultats excellents en entraînement lui ont permis d'obtenir le nom de code « Perfect Dark. » Avant de rejoindre l'Institut Carrington, Joanna était chasseuse de prime avec son père, un ancien marine et policier possédant sa propre organisation : Dark Bail Bonds. À travers les différents jeux et autres médias de la franchise, Joanna met au jour un certain nombre de conspirations de dataDyne visant à affirmer leur suprématie et impliquant les extra-terrestres.

## Les jeux vidéo
Le premier jeu de la série est Perfect Dark, sorti sur Nintendo 64 en 2000. Le jeu se déroule en 2023, et suit les aventures de l'agent Joanna Dark de l'Institut Carrington, alors qu'elle essaye de percer les mystères entourant dataDyne à travers 17 missions. Un jeu sur console portable aussi nommé Perfect Dark, est sorti sur Game Boy Color peu de temps après. C'est le seul de la série à ne pas être en vue subjective. Le jeu se déroule un an avant les évènements du jeu Nintendo 64, et raconte comment Joanna a essayé de faire ses preuves en tant qu'agent pour l'Institut Carrington.
Un deuxième jeu, Perfect Dark Zero, est sorti en 2005 parmi les titres de lancement de la Xbox 360. C'est une préquelle qui se déroule trois ans avant le jeu original. L'histoire met en scène Joanna Dark, qui tente d'empêcher dataDyne de prendre possession d'un artéfact extra-terrestre qui permet d'acquérir des pouvoirs surhumains.
En 2010, une version rehaussée du jeu Nintendo 64, Perfect Dark XBLA, sort sur le Xbox Live Arcade pour la Xbox 360. Le jeu inclut des graphismes améliorés et un mode multijoueur en ligne.
Le 10 décembre 2020, lors des Game Awards 2020, un troisième jeu Perfect Dark fut annoncé par le nouveau studio des Xbox Game Studios, The Initiative. Contrairement aux autres épisodes de Rare, il s'agirait d'un reboot.

## Développement
Rare commença le développement de Perfect Dark en 1997, peu de temps après la sortie de GoldenEye 007, avec Martin Hollis à la tête de l'équipe de développement. Le studio a « rejeté sans hésitation » l'idée de travailler sur une adaptation de Demain ne meurt jamais (le film faisant suite à GoldenEye dans la saga James Bond) car, selon Hollis, après avoir vécu « trois ans jour après jour avec James Bond (...), [ils] en avaient tous franchement marre de l'univers James Bond. » Utilisant une version modifiée du moteur de GoldenEye 007, Perfect Dark fit sa première apparition à l'E3 1998, mais ne sortit pas avant mai 2000 à cause d'un développement chaotique. Perfect Dark fut accompagné par un jeu sur console portable Game Boy Color, qui sortit dans la foulée.
Le succès critique et commercial de Perfect Dark amena Rare à entamer le développement d'une préquelle pour la GameCube nommée Perfect Dark Zero. Le développement du jeu fut dirigé par Chris Tilston, qui avait travaillé auparavant sur Killer Instinct et le premier Perfect Dark. En septembre 2002, Microsoft fit l'acquisition de Rare, et le développement fut transféré sur Xbox. Mais étant donné que le jeu était loin d'être terminé, il fut ensuite décidé d'en faire un des titres de lancement de la Xbox 360 en 2005. Il fallut au total cinq années pour achever le développement du jeu.
Des rumeurs concernant le développement d'une suite directe au jeu Nintendo 64 commencèrent à circuler en 2007. Selon le site indien GameGuru, le jeu hypothétique aurait introduit un système de choix moraux qui aurait permis aux joueurs de faire prendre des orientations différentes à l'histoire, laquelle se déroulerait entièrement de la perspective du joueur, sans séquences cinématiques. En 2011, il fut révélé qu'un nouveau jeu, appelé Perfect Dark Core, était en développement à une certaine époque, mais fut finalement abandonné. Ce jeu aurait proposé une atmosphère plus réaliste que ses prédécesseurs, et une Joanna Dark ayant des comportements moins féminins (comme la drague ou le fait de fumer des cigarettes). En 2012, Chris Seavor, qui était chargé du projet, mentionna Deus Ex comme source d'inspiration pour le jeu. Selon lui, « ce n'était pas aussi limité que quelque chose comme Call of Duty, où ça se résume à, disons, marcher, séquence cinématique, marcher, séquence cinématique. Ça aurait clairement été un jeu où vous auriez pu aller à tel endroit et y faire ceci, ou à tel autre endroit, pour y faire autre chose. Puis ces parties du jeu se seraient rejointes pour vous faire poursuivre vers la partie suivante. C'était très axé sur les missions et l'histoire du jeu. » Seavor déclara aussi que le jeu aurait intégré plusieurs mécaniques de parkour, parmi lesquelles la possibilité de sauter en prenant appui sur un mur. « Nous tenions quelque chose de vraiment bien. Cela procurait une sensation vraiment très plaisante. Et vous auriez donc pu vous battre comme ça, ou alors de façon plus traditionnelle, avec des armes à feu. » Le jeu fut en développement pendant un an environ. Il fut annulé car Microsoft jugea les ventes de Perfect Dark Zero décevantes, ce qui poussa le groupe à s'occuper en priorité du développement de la série Halo.
En 2009, un remake du jeu original sur Nintendo 64 fut annoncé, développé par 4J Studios, le studio qui s'était déjà occupé des portages Xbox Live Arcade des jeux de plates-formes de Rare Banjo-Kazooie et Banjo-Tooie. Le remake a été en développement pendant environ 11 mois et est sorti exclusivement en tant que jeu Xbox Live Arcade en 2010. En août 2013, Rare révéla avoir des idées pour un éventuel jeu Perfect Dark : « Ce serait [un jeu] à la manette plus Kinect. Nous avons des idées pour la plupart des anciennes franchises de Rare (...). Beaucoup souhaiteraient faire cela. »

## Musique
La musique de la série Perfect Dark a été publiée sous la forme de deux albums. Le premier album, Perfect Dark: Dual CD Soundtrack, fut composé par Grant Kirkhope et contient la bande-son entière du jeu Nintendo 64. Le second album, Perfect Dark Zero Original Soundtrack, a été composé par David Clynick et contient la plupart des musiques de Perfect Dark Zero.

## Adaptations
En plus des jeux vidéo, l'univers fictionnel de la série Perfect Dark est aussi constitué de nombreuses adaptations papier qui ont permis un développement significatif de cet univers. Une trilogie de romans fut annoncée en 2005, mais seuls deux romans ont été publiés. Les deux romans, Perfect Dark: Initial Vector et Perfect Dark: Second Front, ont été écrits par Greg Rucka et édités par Tor Books en 2005 et 2007 respectivement. Le premier roman se passe six mois après les évènements de Perfect Dark Zero et se concentre sur l'élection du nouveau directeur général de dataDyne. Le second roman suit Joanna Dark dans sa tentative d'arrêter un groupe clandestin de pirates informatiques responsables d'accidents importants ayant permis à dataDyne d’accaparer les corporations impliquées.
En novembre 2005, Prima Games annonça qu'elle allait éditer une série de six comics écrits par Eric Trautmann et illustrés par Cold FuZion Studios. Le comics, Perfect Dark: Janus' Tears, fut édité sous la forme de six tomes mensuels, d'août 2006 à janvier 2007, et raconte comment Joanna essaie de démasquer un espion dans les bureaux de Los Angeles de l'Institut Carrington. Trautmann est aussi l'auteur du comics Hong Kong Sunrise, présent sous forme d'un livret dans l'édition collector limitée de Perfect Dark Zero et qui plante le décor du jeu.

## Accueil
| Aperçu des notes reçues         |              |            |
| Titre                           | GameRankings | Metacritic |
| Perfect Dark (Nintendo 64)      | 94,55 %      | 97 / 100   |
| Perfect Dark (Game Boy Color)   | 65,67 %      | -          |
| Perfect Dark Zero (Xbox 360)    | 81,27 %      | 81 / 100   |
| Perfect Dark (Xbox Live Arcade) | 79,03 %      | 79 / 100   |

Aux côtés de la série Banjo-Kazooie, la série Perfect Dark est une des franchises de Rare ayant connu le plus de succès. Le jeu Nintendo 64 s'est écoulé à 3,2 millions d'unités à travers le monde, se classant ainsi parmi les jeux Nintendo 64 les mieux vendus, et fut accueilli de façon très positive par la critique. Fin 2011, la version Xbox Live Arcade approchait quant à elle les 410 000 ventes. Perfect Dark sur Game Boy Color reçut des critiques mitigées, celles-ci reprochant en particulier au titre son gameplay difficile et le manque de stratégie. Perfect Dark Zero obtint des critiques généralement positives, mais moins enthousiastes cependant que pour le premier opus. Les ventes mondiales du jeu totalisèrent plus d'un million d'exemplaires. Les critiques firent en général l'éloge des jeux pour leurs modes multijoueur paramétrables et leur rejouabilité.